# Barbara Neuhaus
Barbara Neuhaus, geb. Kurzer (* 29. Oktober 1924 in Reichenstein, Provinz Niederschlesien; † 28. Februar 2007) war eine deutsche Schriftstellerin und Hörspielautorin.

## Leben
Barbara Kurzer wurde am 29. Oktober 1924 im damals schlesischen Reichenstein als Tochter eines Chemikers und einer Lehrerin geboren. Sie besuchte Schulen in Reichenstein, Patschkau und Glatz, wo sie 1942 auch das Abitur ablegte. Anschließend erhielt sie bis 1944 eine Ausbildung zur Redakteurin, danach wurde sie zum Kriegsdienst verpflichtet. Nach Kriegsende fand Neuhaus zunächst in Glatz eine Beschäftigung als deutsche Redakteurin des „Amtlichen Nachrichtenblattes der Roten Armee für die deutsche Bevölkerung“. Im Jahr 1947 wurde  sie aus ihrer Heimat vertrieben und ging  nach Trebbin in die Sowjetische Besatzungszone. Sie fand 1948 eine Anstellung als Landarbeiterin auf dem Volksgut in Siethen und bei einem Neubauern. Sie wurde 1949 Mitglied der Demokratischen Bauernpartei Deutschlands (DBD) und zunächst Redakteurin für Frauenfragen und 1951 Ressortleiterin für Kultur beim DBD-Zentralorgan Bauernecho. Ab 1951 war sie für einige Jahre Mitglied des DBD-Bezirksvorstandes Berlin und seines Sekretariats. Im Jahr 1953 zog sie für die DBD in die Ost-Berliner Stadtverordnetenversammlung ein. Im November 1954 wurde sie von der Stadtverordnetenversammlung als Berliner Vertreterin der DBD für die Volkskammer benannt, deren Abgeordnete sie in der 2. und 3. Wahlperiode bis 1963 war. Ab 1955 gehörte sie dem Redaktionskollegium des Bauernecho an und absolvierte neben ihrer beruflichen Arbeit ein Fernstudium der Journalistik an der KMU Leipzig, das sie 1963 als Diplom-Journalistin abschloss. Ab 1964 war Neuhaus freischaffend als Autorin tätig.
Unter Neuhaus’ schriftstellerischen Arbeiten findet sich eine ganze Reihe von Kriminalromanen, von denen einige in der Reihe DIE – Delikte Indizien Ermittlungen erschienen. Gleichzeitig war sie auch umfangreich für den Hörfunk tätig. Neben Kriminalhörspielen schrieb sie zwischen 1974 und 1981 23 Folgen für die vom Rundfunk der DDR ausgestrahlte langlebige Familienserie Neumann, 2x klingeln.
Barbara Neuhaus war ab 1952 bis zu dessen Tod mit dem Schriftsteller Wolfgang Neuhaus (1929–1966) verheiratet. Seine letzte Arbeit, einen Dokumentarbericht mit dem Titel Kampf gegen Sternlauf, veröffentlichte sie nach eigener Vollendung 1968.
Barbara Neuhaus starb im Alter von 82 Jahren.

## Veröffentlichungen
- 1968: Hexen im Luch, Roman, Militärverlag der Deutschen Demokratischen Republik, Berlin
- 1969: Schritte im Regen, Kriminalroman, Das Neue Berlin, Berlin
- 1972: 26 Bahnsteige, Roman, Das Neue Berlin, Berlin
- 1975: Funksignale vom Wartabogen, Sachbuch, Militärverlag der DDR, Berlin
- 1976: Tatmotiv Angst, Kriminalroman, Das Neue Berlin, Berlin
- 1984: Ich bitte nicht um Verzeihung, Kriminalroman, das Neue Berlin, Berlin
- 1986: Spätes Geständnis, Kriminalroman, Das Neue Berlin, Berlin
- 1987: Altweibersommer, Kriminalroman, Das Neue Berlin, Berlin
- 1992: Der letzte Schlüssel, Kriminalroman, Das Neue Berlin, Berlin, ISBN 3-359-00661-5
- 1993: Wohl dem, der keine Erben hat, Kriminalroman, Das Neue Berlin, Berlin, ISBN 3-359-00689-5

## Hörspiele
- 1974–1981: Neumann, 2x klingeln (23 Folgen) – Regie: Joachim Gürtner
- 1975: Kein Kavaliersdelikt (aus der Reihe Tatbestand) – Regie: Barbara Plensat
- 1976: Coeurdame – Regie: Fritz-Ernst Fechner
- 1977: Schwarze Orangen – Regie: Werner Grunow
- 1978: Der gestohlene Großpapa – Regie: Günter Bormann
- 1979: Schweigegeld – Regie: Joachim Witte
- 1980: Sein einziger Brief – Regie: Ingeborg Medschinski
- 1981: …aber das Moor ist stumm – Regie: Edith Schorn
- 1982: Die lästige Oma – Regie: Wolfgang Brunecker
- 1983: Die Wurstmafia – Regie: Joachim Gürtner
- 1983: Trompetensolo – Regie: Joachim Gürtner
- 1984: Verharschte Spuren – Regie: Joachim Gürtner
- 1984: Rache – Regie: Walter Niklaus
- 1984: Das Geheimnis der alten Standuhr – Regie: Joachim Gürtner
- 1984: Im Herbststurm – Regie: Annegret Berger
- 1985: Der große Irrtum – Regie: Edith Schorn
- 1985: Holiday am blauen See – Regie: Joachim Gürtner
- 1986: Selbst ist der Mann – Regie: Annegret Berger
- 1986: Der Hund von Baskerow – Regie: Rüdiger Zeige
- 1987: Millionenstäbchen – Regie: Annegret Berger
- 1987: Der Kunstfehler – Regie: Klaus Zippel
- 1988: Der Tod der Richterin – Regie: Walter Niklaus
- 1990: Die Ex-Lady – Regie: Günter Bormann

## Auszeichnungen
- 1958 Franz-Mehring-Ehrennadel